# Zombi (Computerspiel, 1986)
Zombi ist ein 1986 erschienenes Action-Adventure und Erstlingswerk des französischen Spieleentwicklers und Publishers Ubisoft (Ubi Soft Entertainment Software).

## Übersicht
Das Spiel wurde maßgeblich von George A. Romeros Film Dawn of the Dead (Alternativtitel: Zombie) aus dem Jahr 1978 beeinflusst.
Dabei steuert der Spieler vier bewaffnete Überlebende einer Zombie-Apokalypse durch ein zombieverseuchtes Einkaufszentrum. In diesem finden sich auch Schauplätze des Films wieder, wie beispielsweise der Helikopter auf dem Dach, der Waffenladen, die Fahrtreppe oder die Trucks, welche den Haupteingang blockieren.
Zombies vertragen mehrere Körpertreffer oder sind mittels eines Kopfschusses sofort zu töten. Ist die Lebensenergie eines der Mitstreiter erschöpft, verwandelt sich dieser in einen Zombie und durchstreift das Zimmer bzw. Gebiet, in dem er starb. Auch tauchen später wie im Film als neuer Gegnertyp Plünderer auf. Spielziel ist es, nach nützlichen Gegenständen zu suchen, um den Hubschrauber zu betanken und von dort zu fliehen.

## Entwicklung
Die originale Amstrad-CPC-Version wurde von Yannick Cadin und S. L. Coemelck programmiert, mit Grafiken von Patrick Daher und Musikuntermalung von Philippe Marchiset.
1990 wurde das Spiel für den ZX Spectrum (von Geoff Phillips, Colin Jones und Steve Chance), Commodore 64 (von Jean Noel Moyne, Laurent Poujoulat und Jean Francois Auroux), Amiga (von Alexander Yarmitsky), Atari ST und MS-DOS portiert.
Die Charaktere des Spiels wurden nach den Spieleentwicklern benannt.

## Rezeption
In der Ausgabe 5/89 von Power Play erhielt Zombi eine Bewertung von 64 %, in der Ausgabe 3/90 der Amiga Joker waren es 69 %.

## Neuauflage
2012 erschien mit ZombiU eine vorerst exklusive Neuauflage für die Spielkonsole Wii U. Es ist ein Ego-Shooter/Survival-Horror-Spiel und handelt von einer Zombie-Apokalypse in London. Im August 2015 wurde diese auch für Windows, PlayStation 4 und Xbox One veröffentlicht.